# ルートヴィヒ・カース

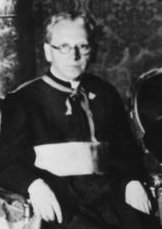
ルートヴィヒ・カース

ルートヴィヒ・カース（Ludwig Kaas、1881年5月23日 - 1952年4月15日）は、ドイツの政治家、カトリック聖職者、教会法学者。中央党の党首として全権委任法に賛成する決断を行い、ナチス・ドイツとバチカンの政教条約（ライヒスコンコルダート）成立に関与した。

## 経歴
カースは1881年5月23日にトリーアで、商人の子として生まれた。同地の神学校を経て、ローマのグレゴリアン大学に進み、1906年に叙階、翌年神学博士となった。1919年の国民議会選挙に出馬して当選し、翌年の国会選挙で当選して以降は1933年まで議席を保った。また駐ドイツ教皇使節パチェッリ枢機卿（後の教皇ピウス12世）の顧問となり、1921年には外務省からバチカンへの特別使節に任じられている。1924年には国家社会主義ドイツ労働者党（ナチ党）を「政治的夢遊病者」と批判している。

### 中央党党首
1928年12月には彼の意思に反して中央党の党首に推挙されたが、これは党内対立の調停のため、聖職者である彼が適任と見られたことによる。翌1929年にはフライブルクのカトリック大会で「偉大な指導力に恵まれた政治家」の出現を求める演説を行っている。同年には中央党議員のハインリヒ・ブリューニングが首相となり、彼の大統領緊急命令に頼った議会無視の政策を全面的に支持した。しかし1931年以後はブリューニングとの関係が悪化した。1932年5月のブリューニング内閣崩壊後は、「緊急な多数派共同体」の結成を訴えたが、このナチ党をも組み込んだ大連立は成立しなかった。カースはその後もナチスとの連携を取ろうと試みたが、ナチ党が圧倒的な権力を握った後にはその立場も困難なものとなった。
円満な全権委任法の可決を求めるアドルフ・ヒトラー首相とナチ党にとって、中央党が賛成に回ることが必要条件であった。3月22日にはヒトラーとカースの間で会見がもたれた。カースは執行段階での大統領関与の保証、監視委員会の設置、委任法からの除外項目の画定という三つの条件を提示した。これに対してヒトラーは大統領と自分が対立することはあり得ず、監視委員会は内閣の内に設けると回答し、さらに中央党の支持基盤である教会との関係や教育政策は対象とならないとした上で、州の権限に対する侵害は考えていないと回答した。カースはこの意見を持ち帰り、翌3月23日の午後1時から中央党は法案への対処を決める会議を行った。この席でカースは、反対した場合に「党に対して不愉快な結果」が降りかかるおそれがあるとし、賛成しなくてもナチ党は法によらない手段でその権限を獲得するであろうと述べた。他の議員もおおむね同じ考えであり、中央党は賛成に回ることを決議した。

### バチカン

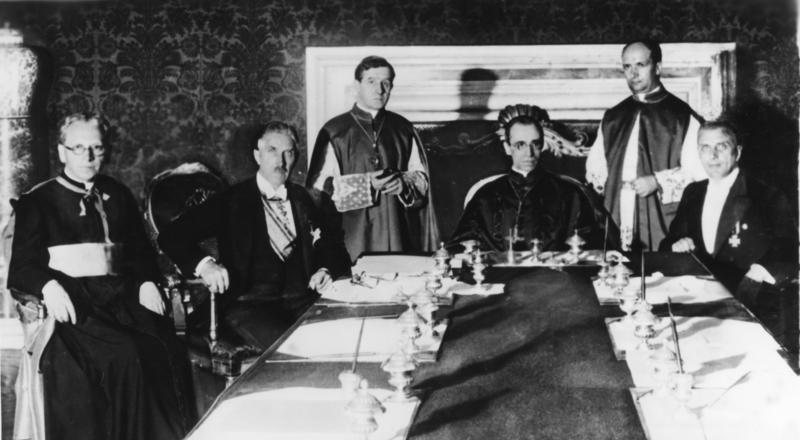
ライヒスコンコルダート交渉。左からカース、パーペン副首相、ジュゼッペ・ピアッツァード大司教、パチェッリ枢機卿国務長官（ピウス12世）、アルフレド・オッタビアーニ司祭、ルドルフ・ブットマン内務次官。

カースはヒトラーがバチカンとの政教条約締結に乗り出すと考え、4月7日にはローマに出発、以降帰国しなかった。このため後継党首となったブリューニングを初めとする党友は彼が脱走したと批判した。ブリューニングはカースを「かくもはやくティベル川（テヴェレ川、ローマの暗喩）へ急いだ男」と評している。この途上でカースは元中央党員で、ブリューニングの後継首相となったために中央党から追放されていたフランツ・フォン・パーペン副首相と会談し、ヒトラーが政教条約締結を考えていることを確認した。カースはパーペンの非公式な交渉相手となり、また枢機卿国務長官となっていたパチェッリの助言者となった。こうして7月20日にバチカンとドイツの間でライヒスコンコルダートが締結されたが、カース自身は中央党の元党員やドイツの司教団、そしてナチス政府からも批判を浴びた。
1934年3月20日にカースはピウス11世の首席書記官となり、1936年10月にはサン・ピエトロ大聖堂の司祭に任じられている。1939年、パチェッリがピウス12世として教皇となった。ピウス12世はサン・ピエトロ大聖堂の発掘計画を建て、その責任者としてカースを任じた。この発掘によって使徒ペトロと見られる遺骨が発見されている。第二次世界大戦中にはピウス12世の側近として活動し、ドイツ国内の反ナチ運動勢力と接触している。
1952年、カースはローマで死亡した。教会法など幅広い分野を研究していた彼の著作の一部は死後に刊行されている。